# Frederik Willem Steenhuisen (1883-1953)
Frederik Willem Steenhuisen (Hoogemeeden, 20 januari 1883 - Bergum, 12 januari 1953) was een Nederlandse politicus.

## Loopbaan
Hij was een zoon van veehouder Siemen Steenhuisen en Ewina Settina Bakker. Hij werkte achtereenvolgens op de secretarie van de gemeenten Zuidhorn, Drachten en Sexbierum. Hij werd gemeentesecretaris in Barradeel. 
In 1920 werd hij benoemd tot burgemeester van Tietjerksteradeel. Hij werd in mei 1943 ontslagen en vervangen door NSB'er Frijling.  Na de oorlog keerde hij op 9 mei 1945 weer terug in het ambt. In 1948 ging hij met pensioen, hij werd in dat jaar benoemd tot ridder in de Orde van Oranje-Nassau.
Hij overleed kort voor zijn zeventigste verjaardag.
Steenhuisen was een volle neef van Frederik Willem Steenhuisen (1893-1969), burgemeester van Franekeradeel.